# Steven Weber
Steven Robert Weber (* 4. března 1961 Queens, New York) je americký herec, známý pro svou roli sukničkářského pilota Briana Hacketta v televizním seriálu Křídla původně vysílaného v 90. letech na americké stanici NBC.

## Životopis
Narodil se v Briarwoodu, Queens, New York. Matka pracovala jako zpěvačka v nočním klubu, otec účinkoval tamtéž a byl manažerem komiků. V roce 1979 ukončil manhattanskou střední školu aplikovaného umění, a poté pokračoval studiem na State University of New York v Purchase.
První ženou se stala herečka Finn Carterová, podruhé se oženil 9. července 1995 s bytovou architektkou a bývalou ředitelkou pobočky MTV v Los Angeles Juliette Hohnenovou, spolu mají dva syny Jacka Alexandera Hohnen-Webera (nar. 2001) a Alfieho Jamese Hohnen-Webera (nar. 2003).

## Filmografie

### Film
| Rok  | Název                                        | Role                     | Poznámky            |
| ---- | -------------------------------------------- | ------------------------ | ------------------- |
| 1984 | Flamingo Kid                                 | Paul Hirsch              |                     |
| 1985 | Walls of Glass                               | Sean                     |                     |
| 1987 | Hamburger Hill                               | seržant Dennis Worcester |                     |
| 1987 | The Little Fox                               | Adult Vic (hlas)         | anglický dabing     |
| 1990 | Angels                                       | —                        |                     |
| 1992 | Spolubydlící                                 | Sam Rawson               |                     |
| 1993 | Záskok                                       | Brad Montroe             |                     |
| 1994 | Benders                                      | muž                      |                     |
| 1995 | Just Looking                                 | Craig                    |                     |
| 1995 | Take Out the Beast                           | Drummond                 | krátkometrážní film |
| 1995 | Jeffrey                                      | Jeffrey                  |                     |
| 1995 | Leaving Las Vegas                            | Marc Nussbaum            |                     |
| 1995 | Drákuloviny                                  | Harker                   |                     |
| 1998 | I Woke Up Early The Day I Died               | policista                |                     |
| 1998 | Hrozny hněvu                                 | Evan Maxwell             |                     |
| 1998 | Manželství s nepřítelem                      | strážník Andrew Ramsey   |                     |
| 1998 | Charlie 3: Všichni pejskové slaví Vánoce     | Charlie B. Barkin (hlas) |                     |
| 1999 | Na první pohled                              | Duncan Allanbrook        |                     |
| 2000 | Časový kód                                   | Darren Fetzer            |                     |
| 2000 | Sleep Easy, Hutch Rimes                      | Hutch Rimes              |                     |
| 2000 | Josef - Král snů                             | Simeon (hlas)            |                     |
| 2005 | Sexuální život                               | David Wharton            |                     |
| 2005 | Inside Out                                   | Norman                   |                     |
| 2005 | The Amateurs                                 | Howard                   |                     |
| 2007 | Choose Connor                                | Lawrence Connor          |                     |
| 2008 | Farm House                                   | Samael                   |                     |
| 2009 | Můj milý, můj drahý                          | Wallace MacAllister      |                     |
| 2010 | Son of Mourning                              | guvernér Fitch           |                     |
| 2011 | Nadějný rok                                  | Rick McIntire            |                     |
| 2011 | Malý kousek nebe                             | Rob Randolph             |                     |
| 2013 | Crawlspace                                   | Aldon Webber             |                     |
| 2016 | Bláznivá noc                                 | Dr. Kurtz                |                     |
| 2017 | Ghost Recon Wildlands: War Within the Cartel | Deputy Director Davis    | krátkometrážní film |
| 2017 | Handsome                                     | Talbert Bacorn           |                     |
| 2018 | Dokonalost                                   | Anton                    |                     |
| 2019 | You Above All                                |                          |                     |

### Televize
| Rok        | Název                                      | Role                                                                                              | Poznámky                                                        |
| ---------- | ------------------------------------------ | ------------------------------------------------------------------------------------------------- | --------------------------------------------------------------- |
| 1984       | American Playhouse                         | Tom Driscoll                                                                                      | díl: „Pudd'nhead Wilson“                                        |
| 1985       | As the World Turns                         | Kevin Gibson                                                                                      | díl: „The Ceremony“                                             |
| 1987       | Crime Story                                | Gary Holiday                                                                                      | díl: „Little Girl Lost“                                         |
| 1989       | Kojak: Osudná chyba                        | Conrad St. John                                                                                   | TV film                                                         |
| 1989       | Kouzelná chvíle                            | Ben Kirkland                                                                                      | TV film                                                         |
| 1990–1997  | Křídla                                     | Brian Michael Hackett                                                                             | 172 dílů                                                        |
| 1990       | The Kennedys of Massachusetts              | John F. Kennedy                                                                                   | 3 díly                                                          |
| 1990       | Polda na zabití                            | Matt Fisher                                                                                       | TV film                                                         |
| 1991       | Deception: A Mother's Secret               | Terry                                                                                             | TV film                                                         |
| 1991       | Příběhy ze záhrobí                         | Dale Sweeney                                                                                      | díl: „Mournin' Mess“                                            |
| 1993       | Star Trek: Stanice Deep Space Nine         | plukovník Day                                                                                     | díl: „Útok“                                                     |
| 1993       | V zajetí                                   | Kyle Timler                                                                                       | TV film                                                         |
| 1994       | Betrayed by Love                           | Agent Jeff Avery                                                                                  | TV film                                                         |
| 1995–1997  | Duckman: Private Dick/Family Man           | Brian Hackett (hlas)                                                                              | 2 díly                                                          |
| 1996–1998  | All Dogs Go to Heaven: The Series          | Charlie B. Barkin (hlas)                                                                          | 20 dílů                                                         |
| 1997       | Krajní meze                                | 8x10 Muž                                                                                          | díl: „The Revelation of 'Becka Paulson“                         |
| 1997       | Extreme Ghostbusters                       | Francois Russo (hlas)                                                                             | díl: „Dry Spells“                                               |
| 1997       | Osvícení                                   | Jack Torrance                                                                                     | TV film                                                         |
| 1998       | Simpsonovi                                 | Neil (hlas)                                                                                       | díl: „Homer horolezcem“                                         |
| 1998–1999  | Hekules                                    | Odysseus (hlas)                                                                                   | 2 díly                                                          |
| 1998       | Batman                                     | J. Carroll Corcoran (hlas)                                                                        | díl: „Judgement Day“                                            |
| 1998       | Válka v Zálivu                             | Jared Gallimore                                                                                   | TV film                                                         |
| 1999       | Noční loupež                               | Rod                                                                                               | díl: „The Stalker“                                              |
| 1999       | Milostné dopisy                            | Andrew Ladd                                                                                       | TV film                                                         |
| 1999       | Late Last Night                            | Jeff                                                                                              | TV film                                                         |
| 2000–2001  | Cursed                                     | Jack Nagle                                                                                        | 17 dílů                                                         |
| 2000–2002  | Druhá šance                                | Sam Blue                                                                                          | 10 dílů                                                         |
| 2000–2002  | Baby Blues                                 | Dr. Gruber (hlas)                                                                                 | 2 díly                                                          |
| 2000       | Na nepřátelské půdě                        | Gil Roberts                                                                                       | TV film                                                         |
| 2001       | ClubLand                                   | Stuey Walters                                                                                     | TV film                                                         |
| 2001       | The Legend of Tarzan                       | Ed (hlas)                                                                                         | díl: „Tarzan and the Mysterious Visitor“                        |
| 2002       | The Zeta Project                           | Eugene Dolan (hlas)                                                                               | díl: „Lost & Found“                                             |
| 2002–2003  | Fillmore!                                  | Různé hlasy                                                                                       | 4 díly                                                          |
| 2003       | The Lyon's Den                             | Allen Forrester                                                                                   | díl: „Trick or Treat“                                           |
| 2003       | I'm with Her                               | Kyle Britton                                                                                      | díl: „The Last Action Queero“                                   |
| 2004       | The D.A.                                   | David Franks                                                                                      | 2 díly                                                          |
| 2004       | Higglytown Heroes                          | Zahradní hrdina                                                                                   | díl: „Twinkle Tooth“                                            |
| 2004       | The Twelve Days of Christmas Eve           | Calvin Carter                                                                                     | TV film                                                         |
| 2005       | Beznaděj                                   | Jack Stone                                                                                        | TV film                                                         |
| 2005       | Americký táta                              | Různé hlasy                                                                                       | díl: „Francine's Flashback“                                     |
| 2005       | Mistři hrůzy                               | Frank Spivey                                                                                      | díl: „Jennifer“                                                 |
| 2005–2006  | Will a Grace                               | Sam Truman                                                                                        | 2 díly                                                          |
| 2006       | Nightmares & Dreamscapes                   | Clark Rivingham                                                                                   | díl: „You Know They Got a Hell of a Band“                       |
| 2006       | Tráva                                      | Steve Ames                                                                                        | TV film                                                         |
| 2006–2007  | Studio 60                                  | Jack Rudolph                                                                                      | 18 dílů                                                         |
| 2007       | Já, mé druhé já a zase já                  | Rex                                                                                               | TV film                                                         |
| 2007       | Můj přítel Monk                            | Max Hudson                                                                                        | díl: „Pan Monk je ve vysílání“                                  |
| 2007       | Side Order of Life                         | James Kendall                                                                                     | díl: „Funeral for a Phone“                                      |
| 2007       | Zákon a pořádek: Útvar pro zvláštní oběti  | Matthew Braden                                                                                    | 3 díly                                                          |
| 2007–2008  | Bratři a sestry                            | Graham Finch                                                                                      | 8 dílů                                                          |
| 2008       | Agentura Jasno                             | strýček Jack                                                                                      | díl: „Největší dobrodružství v dějinách veřejnoprávní televize“ |
| 2008       | Beze stopy                                 | Clark Medina                                                                                      | 4 díly                                                          |
| 2008       | Zoufalé manželky                           | Lloyd                                                                                             | díl: „City on Fire“                                             |
| 2009       | Párty na klíč                              | Ricky Sargulesh                                                                                   | díl: „Celebrate Ricky Sargulesh“                                |
| 2010       | Happy Town                                 | John Haplin                                                                                       | 8 dílů                                                          |
| 2010       | Ochrana svědků                             | Mike Faber                                                                                        | 3 díly                                                          |
| 2011       | Wainy Days                                 | pan Stickland                                                                                     | díl: „Kelly and Arielle Part 3“                                 |
| 2011       | Famílie                                    | Jack Kraft                                                                                        | díl: „Slipping Away“                                            |
| 2011       | Zákon a pořádek: Zločinné úmysly           | Ben Langston                                                                                      | díl: „Mrtvola v parku“                                          |
| 2011       | Falling Skies                              | Dr. Michael Harris                                                                                | 3 díly                                                          |
| 2011       | Web Therapy                                | Robert Lachman                                                                                    | 2 díly                                                          |
| 2011       | A Fairly Odd Movie: Grow Up, Timmy Turner! | Hugh J. Magnate, Jr.                                                                              | TV film                                                         |
| 2012–2016  | Dokonalý Spiderman                         | Norman Osborn/Green Goblin/Iron Patriot/Goblin King Trapster/Green Goblin/Venom/Fancy Dan (hlasy) | 27 dílů                                                         |
| 2012       | Nouzové přistání                           | Kyle                                                                                              | 2 díly                                                          |
| 2012       | Wilfred                                    | Jeremy                                                                                            | 3 díly                                                          |
| 2012–2016  | 2 Socky                                    | Martin Channing                                                                                   | 3 díly                                                          |
| 2012       | Malibu Country                             | Pete                                                                                              | díl: „Bro Code“                                                 |
| 2013       | Předvečer zkázy                            | Dr. Karl Cameron                                                                                  | TV film                                                         |
| 2013–2014  | Dallas                                     | guvernér Sam McConaughey                                                                          | 5 dílů                                                          |
| 2013       | Childrens Hospital                         | John Tandy                                                                                        | díl: „Old Fashioned Day“                                        |
| 2014       | Normálka                                   | Jumpin' Jim (hlas)                                                                                | díl: „Rigby in the Sky with Burrito“                            |
| 2014–2015  | Chasing Life                               | Dr. George Carver                                                                                 | 22 dílů                                                         |
| 2014       | Murder in the First                        | Bill Wilkerson                                                                                    | 10 dílů                                                         |
| 2014       | Zkažená úča                                | Ray                                                                                               | díl: „What's Old Is New“                                        |
| 2014       | Vražedná práva                             | Max St. Vincent                                                                                   | díl: „Její vina“                                                |
| 2014–2017  | Námořní vyšetřovací služba: New Orleans    | starosta Douglas Hamilton                                                                         | 14 dílů                                                         |
| 2015       | Helix                                      | bratr Michael                                                                                     | 8 dílů                                                          |
| 2015       | Ospalá díra                                | President Thomas Jefferson                                                                        | díl: „Pod povrchem“                                             |
| 2015       | Zpátky do školy                            | detektiv Butcher                                                                                  | díl: „Žebříky“                                                  |
| 2015–2016  | Profesionální lháři                        | Ron Zobel                                                                                         | 6 dílů                                                          |
| 2015       | The Comedians                              | Jamie Dobbs                                                                                       | 2 díly                                                          |
| 2015–2016  | iZombie                                    | Vaughn Du Clark                                                                                   | 11 dílů                                                         |
| 2015       | The Mindy Project                          | James                                                                                             | díl: „The Departed"“                                            |
| 2017–dosud | Proč? 13x proto                            | ředitel Gary Bolan                                                                                | 13 dílů                                                         |
| 2017–2019  | Hráči                                      | Julian Anderson                                                                                   | 8 dílů                                                          |
| 2017       | Larry, kroť se                             | The Shucker                                                                                       | díl: „The Shucker“                                              |
| 2017–2018  | Máma                                       | Patrick                                                                                           | 6 dílů                                                          |
| 2017       | Knihovníci                                 | Saint of Thieves                                                                                  | díl: „And the Christmas Thief“                                  |
| 2018       | Avengers – Sjednocení                      | Beyonder (hlas)                                                                                   | 4 díly                                                          |
| 2018       | Marvel Rising: Initiation                  | George Stacy (hlas)                                                                               | díly: „Ghost Hunter“ a „The Secrets We Keep“                    |
| 2018       | Get Shorty                                 | Lawrence Budd                                                                                     | 11 dílů                                                         |
| 2018       | Channel Zero                               | Abel Carnacki                                                                                     | 3 díly                                                          |
| 2018       | Návrat do Vánoční zátoky                   | Harry Hughes                                                                                      | TV film                                                         |
| 2018       | Get Christie Love                          | Steve                                                                                             | neprodaný televizní pilotní díl                                 |
| 2019       | The Bravest Knight                         | Hlavní rytíř (hlas)                                                                               | 3 díly                                                          |
| 2019       | This Close                                 | Michaelův otec                                                                                    | díly: „Games People Play“ a „It's About Time“                   |
| 2019       | Drunk History                              | John Lomax / Philip K. Wirgley                                                                    | díly: „Baseball“ a „Legacies“                                   |
| 2019       | Scooby-Doo and Guess Who?                  | Alfred Pennyworth (hlas)                                                                          | díl: „What a Night for a Dark Knight!“                          |
| 2020–dosud | Indebted                                   | Stew                                                                                              | 10 dílů                                                         |

### Divadlo
| Rok       | Název              | Role        | Poznámky |
| --------- | ------------------ | ----------- | -------- |
| 1984–1985 | To pravé           | Billy       |          |
| 1984      | Vrať se, Sábinko   | Bruce       |          |
| 1985      | Homefront          | Jeremy      |          |
| 1986      | Loot               | Various     |          |
| 2002–2003 | Producenti         | Leo Bloom   |          |
| 2005      | National Anthems   | Arthur Cook |          |
| 2009      | The Philanthropist | Donald      |          |
| 2013      | The Parisian Woman | Tom         |          |

## Ocenění
| Rok  | Cena          | Kategorie                | Projekt                      | Výsledek  |
| ---- | ------------- | ------------------------ | ---------------------------- | --------- |
| 1998 | Cena Saturn   | Nejlepší televizní herec | The Shining                  | vítězství |
| 2005 | TV Land Award | Nejlepší letecká postava | Křídla (spolu s Timem Dalym) | nominace  |